# Żory Baranowice
Żory Baranowice – nieczynny kolejowy przystanek osobowy w Żorach, w dzielnicy Baranowice; w województwie śląskim.